# Мэзон, Джеймс
Джеймс Мэзо́н (иногда Мезон, Ме́йсон ; англ. James Mason; 19 ноября 1849, Килкенни — 15 января 1905, Рочфорд) — английский, ранее американский, шахматист; шахматный теоретик и литератор.

## Биография
Мэзон был сиротой. Его фамилия при рождении неизвестна. Мэзон — фамилия его приёмных родителей. Он был усыновлён ирландской семьёй, которая эмигрировала с ним в Соединённые Штаты в 1861 году, где он и научился играть в шахматы.
Первоначально он работал журналистом в газете «Нью-Йорк Геральд». Первых успехов добился в США: выиграл матчи у Ю. Делмара (1874; +7 −1 =0 и +7 −3 =0) и Г. Бёрда (1876; +11 −4 =4). В 1876 году он одержал победу в 4-м Американском шахматном конгрессе.
С 1878 жил в Великобритании. В 1882 году он был третьим на большом международном турнире в Вене. На конгрессе Немецкой шахматной федерации в Нюрнберге в 1883 году он также финишировал третьим, в Гамбурге в 1885 году он занял второе место.
Выиграл матч у Дж. Блэкберна (1879; +2 −1 =0). Участник многих крупных международных турниров: Берлин (1881) — 5-6-е (разделил с Александром Виттеком); Вена (1882) — 3-е; Лондон (1883) — 5-7-е; Нюрнберг (1883) — 3-е; Гамбург (1885) — 2-6-е; Брадфорд (1888) — 3-4-е; Нью-Йорк (1889) — 7-е; Манчестер (1890) — 5-6-е; Лондон (1892) — 3-е (сыграл вничью две партии с Эм. Ласкером); Гастингс (1895) — 12-14-е места. 
Внёс вклад в теорию королевского гамбита; один из вариантов назван гамбитом Мэзона (другое название — гамбит Кереса): 1. e2-e4 e7-e5 2. f2-f4 e5:f4 3. Кb1-c3.

## Книги
- Social chess, L., 1900;
- The art of chess, 4 ed., L., 1913;
- The principles of chess, 5 ed., L., 1915.